# FC Winterthur
Fussballclub Winterthur – szwajcarski klub piłkarski, grający obecnie w Swiss Super League, mający siedzibę w mieście Winterthur, leżącym w kantonie Zurych.

## Historia
Klub został założony w 1896 roku jako Fussballclub Winterthur. Trzykrotnie zostawał mistrzem kraju w latach 1906, 1908 i 1916. W swojej historii dwukrotnie awansował do Pucharu Ligi Szwajcarskiej oraz dwukrotnie do finału Pucharu Szwajcarii. W latach 1970–1975 pięciokrotnie wystąpił w rozgrywkach Pucharu Intertoto. Obecnie zespół występuje w rozgrywkach Challenge League (odpowiednika II ligi).

## Sukcesy
- Nationalliga A:

mistrzostwo (3): 1906, 1908, 1917

## Reprezentanci kraju grający w klubie
- Robert Ballaman
- Pascal Castillo
- Giorgio Contini
- Karl Elsener
- Innocent Emeghara
- Daniel Gygax
- Patrick De Napoli
- Fritz Künzli
- Stephan Lehmann
- Sascha Müller
- Roger Wehrli
- René Weiler
- Dario Zuffi
- Alain Gaspoz
- Amir Osmanović
- Søren Skov
- Yohan Kely Viola
- Charles Amoah
- Ali Ibrahim Pele
- Emmanuel Tetteh
- Moshe Ohaion
- Branislav Vukosavljević
- Christof Ritter
- Michael Stocklasa
- Vīts Rimkus
- Dieter Eckstein
- Friedhelm Konietzka
- Nikołaj Pisariew
- Yassin Mikari
- Vitalis Takawira